# Bariumorthotitanaat
Bariumorthotitanaat is het orthotitanaat van barium, een anorganische verbinding met de formule {\displaystyle {\ce {Ba2TiO4}}}. Het is een kleurloze, vaste stof die interessant is in verband met zijn overeenkomst met bariumtitanaat, een elektrokeramische stof.

## Structuur

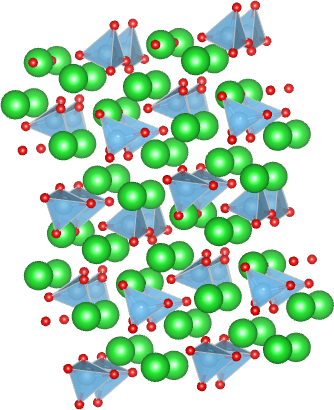
Lage-temperatuur Ba_{2}TiO_{4}. De TiO_{4} tetrahedra zijn blauw; Ba-atomen groen; O-atomen rood

Van de vaste stof zijn twee modificaties bekend: een lage-temperatuur fase (β) met P21/n symmetrie en een die bij hoge temperatuur stabiel is: (α′) met P21nb-symmetrie.  De structuur van Ba2TiO4 is in de groep titanaten ongebruikelijk, omdat de titaan-atomen in een tetrahedron omringd zijn door vier-zuurstof-atomen. Een omringing met zes zuurstof-atomen in een octahedron is de standaard in die groep.

## Synthese
Bariumothotitanaat wordt gevormd in een reactie die optreedt als BaCl2, BaCO3 en TiO2 samen tot smelten verhit worden, of door het sinteren van  BaCO3 en TiO2. Een andere methode vormt het verwarmen van pellets Ba(OH)2 en TiO2. Daarnaast zijn er syntheses beschreven die gebruik maken van polymere precursors, een sol-gel of micellen.  Ba2TiO4 is in de vorm van een dunne film gesynthetiseerd via  chemical vapor deposition.

## Eigenschappen
- Dielektrische constante: 20 (bij 100 kHz)[8]
- Bariumorthotitanaat is een hygroscopische vaste stof die in vochtige lucht met zwelling ontleedt.[9]
- Bariumorthotitanaat kan CO2 tot 99,9% verwijderen uit een stroom heet gas.[10] volgens de reactie:

{\displaystyle {\ce {Ba2TiO4 + CO2 -> BaTiO3 + BaCO3}}}